# Forma specialis
Forma specialis (en plural formae speciales) es un agrupamiento taxonómico permitido por el Código Internacional de Nomenclatura para algas, hongos y plantas, que se aplica a un parásito (muy a menudo un hongo) que está adaptado a un huésped específico (no debe haber diferencias morfológicas o estas tienen que ser mínimas); esta clasificación puede ser aplicada por autores de taxonomía que piensen que no es apropiado aplicar la categoría de subespecie o de variedad. Un ejemplo es el hongo de la yema del trigo y otros cereales Puccinia graminis.
Forma specialis se abrevia como f. sp.
Formae speciales se abrevia como ff. spp.